# 아랍 사회주의
아랍 사회주의(아랍어: الاشتراكية العربية, 영어: Arab socialism)는 범아랍주의(영어: Pan-Arabism)와 사회주의를 결합한 정치사상이다.
프랑스 유학 당시 마르크스주의를 접한 미셸 아플라크는 기존의 서구식 마르크스주의 학설이 아랍 사회의 민중 해방에 적합하지 않다고 판단하였고, 이를 꾸란에 관한 현대적 해석을 더함으로써 적극적으로 수정·보완하여 〈아랍 인민의 사회주의〉를 천명하였다. 이후 아랍 민족의 대단결을 통한 서구 제국주의로부터의 해방을 추구하는 바트당이 등장하였고 오늘날에 이르고 있다.
아랍 사회주의는 기존 마르크스주의의 요소를 부분적으로 받아들여 아랍 사회에 적용했으나, 사적 유물론을 비판하고 이슬람식 관념론에 기초하고 있기에 마르크스주의에 포함되지 않는 사회주의로 분류된다.

## 역사
미셸 알플라크와 알비타르(al-Bitar)는 1940년에 바트 운동을 주도했다. 이 운동은 초기에 알아르수지(Al-Arsuzi) 등과 같은 아랍 내셔널리스트와 갈등을 겪었지만, 대중을 결집시키는 데 성공하였다. 알플라크는 1942년에 교직을 박차고, 바트 대중 운동의 실천적 지도자로 부상하였다. 한편, 바트당 내에서 알플라크는 급진파로, 알아르수지는 온건파로 이해됐다.

### 초기
1947년 시리아 다마스쿠스에서 최초로 바트당이 건설됐고, 알플라크는 바트당의 초대 지도자가 되었다. 당시 바트당은 시리아의 민주주의 변혁을 촉구하는 켐페인을 벌였다.
1948년 이스라엘이 팔레스타인 거주민을 몰아내고 팔레스타인 지역의 대부분을 차지하게 된다. 이후 아랍 각지에서 서구 세력의 제국주의 대외 정책 실시되자, 바트당은 범아랍주의의 이상과 민주주의 변혁이라는 양대 가치를 통해 아랍 인민의 대통합 운동을 주도했다. 이 운동은 종종 국제주의에 기반했다고 알려졌으나, 알플라크는 아랍인이라는 정체성을 중시하고, 아랍 세계에서 아랍인이 주도하는 운동을 바트당 운동이라 여겼기에 국제주의와는 관계가 없었다.
1949년에는 당시 대통령인 후스니 알자임(Husni al-Za'im)이 바트당의 민주주의 변혁 운동을 탄압하였다.
시리아 내에서 바트당 운동은 탄압 정책으로 인해 큰 피해를 입었고, 종종 당 지도자 사이에서 권력 투쟁이 발생하였다. 세력 확장은 정체됐다. 그러나, 1952년 가말 압델 나세르를 주축으로 일어난 1952년 이집트 혁명은 이러한 분위기를 반전시켰다. 나세르는 제국주의로부터의 해방, 아랍 민족의 통일 달성을 주장하며, 반제국주의, 세속적 범아랍주의, 사회주의 정책을 실시하였고, 수에즈 위기에서 수에즈 운하의 국유화에 성공하였다. 이집트의 아랍사회주의연합은 곧 이어서 바트당의 최대 동맹 세력으로 되었다.

### 냉전 시기
1960년대에 걸쳐서 이라크, 시리아, 수단 등에서 탄생된 바트당 정부는 산업에 대한 정부 계획, 국유화, 무상 복지, 반서구, 제3세계를 축으로 한 비동맹 노선 등을 취하며 세력을 확장하였다. 이 시기 아랍 사회주의 진영은 석유 국유화와 제2세계 이중가격제의 부분적인 도입, 국가 주도 산업 개발을 병행하여 자국의 경제 성장과 군사 현대화를 이뤘다. 이러한 발전에는 소비에트 연방의 경제적 지원과도 관계가 있었다.
1962년에는 알제리 전쟁에서 알제리 민족해방전선이 승리하였고, 알제리는 독립하였다. 이 사건으로 인해 북아프리카 일대에서 아랍 사회주의의 영향력은 매우 강고해졌다.
1967년 4월 이스라엘은 자국 내에서 활동하는 팔레스타인 게릴라의 본거지가 시리아라는 판단을 하여, 시리아를 공습하였고, 이로 인해 6일 전쟁이 발발하였다. 아랍 연합군은 더 높은 수준의 군사 동원 능력을 지니고 있었지만, 지역적 결함, 기술적 한계, 내부 갈등의 이유로 인해 이스라엘군에 효과적으로 대응하지 못하였다. 이스라엘군은 단 4일만에 사나이 반도를 점령하였고, 이집트군의 여러 공군 기지가 맹폭격을 당하면서 아랍 연합은 막대한 피해를 입게 됐다.
6일 전쟁은 6월 9일에 종전 협정을 통해 종식됐으나, 아랍 연합은 일부 영토를 잃었다.
나세르 사후인 1973년 이집트군은 이스라엘을 선제 공격하였다. 이를 욤키푸르 전쟁이라고 칭한다. 시리아군을 포함하여, 소비에트 연방으로부터 지원받은 약 3,000대의 전차와 500대의 항공기가 동원됐다. 그러나, 5,566회의 항공 지원에 걸친 미국의 대대적인 이스라엘 지원을 통해, 이스라엘은 방어에 성공하였고, 이집트군은 막대한 피해를 입게 되었다. 시리아군은 골란 고원 전투에서 867대의 전차와 약 3천 대의 전투 차량을 잃게 됐다.
이집트의 대통령 안와르 사다트는 1977년에 이스라엘을 방문하고, 1978년에는 캠프데이비드 협정에 조인하여 이스라엘과 평화 노선을 택했다. 이후 아랍 사회주의의 영향력은 급속히 위축됐고, 정책적으로 수정주의 기조가 강화됐다.

### 쇠퇴
1978년 이후 평화 노선 채택과 더불어, 1980년대 소비에트 연방의 영향력이 쇠퇴하자, 아랍 사회주의 진영은 크게 약화됐다.
이집트는 1978년 아랍 사회주의 연합의 일당 독재를 포기하고, 다당제를 받아들인 후 국민민주당으로 개편하였다. 국민민주당은 친서방 노선, 국가 자산 민영화, 문화 개방 등의 정책을 도입하였고, 그 결과 아랍 사회주의 궤도에서 이탈하였다. 아랍 사회주의 진영의 맹주에 속했던 이집트가 궤도에서 이탈하자 수단, 시리아, 리비아 등의 영향력이 축소됐고, 이라크는 미국의 지원을 받으며 이란 공격에 앞장서기도 했다. (1980년 이란-이라크 전쟁)
이러한 위기 상황에서 1989년 몰타 회담이 진행되고, 소비에트 연방이 반제국주의 전선에서 이탈하게 되자 모든 아랍 사회주의 정부는 부분적으로 친서방 외교 정책을 이어나갔다. 얼마 안 가 소비에트 연방은 붕괴하였고, 그간 경제적 지원을 받던 아랍 사회주의 진영은 반강제적으로 경제 개방 노선을 택해야 했다. 리비아는 1990년대 초반 이후부터 미국과의 관계 정상화 및 외교 개방 노선을 채택하여 해외의 투자 행위와 제한적인 관광을 허용하였다. 시리아는 미국과 관계 정상화에 힘썼다. 이라크는 걸프 전쟁에서 패배하여 경제 성장의 둔화의 늪에 빠졌다.
2003년 미국의 침략으로 인한 이라크 범아랍주의 정권의 붕괴, 2007년 이집트 국민민주당 일당 우위제의 종식, 2011년 리비아 사태, 이후 이어진 시리아 내전으로 인해 현재 아랍 사회주의 진영의 영향력은 이전보다 축소된 상태이다.

## 이론
아랍 사회주의의 핵심은 아랍 민족의 단결을 통한 제국주의 세력의 구축(驅逐)과 인민의 안정된 삶을 이루기 위한 국체의 사회주의 변혁 및 개조에 있다. 이어서, 아랍 사회주의는 서구 사회의 세속주의와 근대주의에 영향을 받았다. 이에 따라 아랍 사회주의는 근대적인 교육 체계와 여성 인권을 확립하여 강력한 근대 국가의 성립을 이루는 것을 주된 목표로 설정하고 있다.
아랍 사회주의는 꾸란의 권위와 신의 존재를 인정하고, 꾸란을 통한 법 원리 구상에서 관념론에 기초하고 있기에 유물론과 무신론에 기초한 마르크스주의와 구분된다.

### 아랍 사회주의에서 꾸란의 역할
아랍 사회주의는 세속주의를 지향하였고, 이슬람 근본주의와 이전의 이슬람 사회를 배척하였다. 그러나, 한편으로 범아랍주의 담론에서 꾸란을 기초로 아랍 특유의 자연법을 구상하려는 움직임이 일어났는데, 아랍 사회주의 운동은 이러한 기조를 완전히 흡수하였다. 알플라크는 이를 〈샤리아법 체계의 현대화〉라고 칭하였다. 이러한 흐름은 근대 시기 유럽이 성경을 기초로 근대법을 연구하던 역사적 실례에 기초한 것이었다. 미셸 알플라크는 꾸란이 아랍 사회의 자연법을 성립할 수 있는, 충분한 자격을 갖춘 문헌이라고 평가한 바 있다.

#### 꾸란에 기초한 정치 이론
알플라크는 꾸란을 통해 헌법 원리를 구상하려고 했다. 그러나, 그에게 있어서 서구식 복수정당제에 기초한 정치, 민주주의 정치는 꾸란으로부터 연역되는 것이 아니었기에, 아랍 사회주의의 정치 이론은 서구식 민주주의의 보편적인 모델과 상당한 차이점을 갖고 있다.
결과적으로 알플라크는 서구 사회에서 인정되는 민법 체계, 다당제, 다원주의의 가치를 거부하였고, 이 가치들이 제국주의를 정당화하는 수단이라고 여겼다. 한편, 성경 연구가이기도 했던 그는 서구 근대법의 기원이라 평가받는 성경의 내용이 그들이 구성한 ‘민주주의’와 무관하다고 하였다. 그는 실정 정치 제도가 꾸란의 원리에서 파생된 현실 정치 원리를 구현할 수 있는 최선 조직의 권력을 광범위하게 보장해야 한다는 일종의 독재 이론을 구사하였다.
서구의 몇몇 연구자들은 이러한 일련의 움직임이 학술적 정당성을 얼마나 갖는지와 무관하게, 미셀 알플라크와 이후 아랍 사회주의 지도자들은 제국주의에 대항하기 위해 미시적 관점에서 서구 사회의 정치 제도를 도입하길 꺼려했다고 평가한다. 바트당 정부는 바트당에 의한 일당 독재 통치, 그리고 그러한 통치 수단의 인력으로서 군인·국가노동조합 간부·민간 공무원에 기반한 관료제를 바탕으로 정치 질서를 확립하려 했다.
알플라크는 이슬람 근본주의가 이슬람을 근시안적으로 해석한 결과에 지나지 않으며, 꾸란의 참뜻을 알지 못하는 견해라고 비판했다. 그는 꾸란의 텍스트가 아랍인의 영성과 직접적으로 관계하고 있고, 이 근본적인 이유로 인해 아랍 사회에서 인민이 참된 주인이 되는, 통일된 자주 국가를 건설하는 것이 꾸란 교리의 최종적인 현실 지향성이라 하였다. 따라서, 과거 인민을 착취하고 여성을 억압하던 전근대적 이슬람 정치는 꾸란 텍스트를 잘못 해석한 것이라 한 것이다.
나세르주의자인 무아마르 카다피는 《녹색서》에서 정치 성격에서 꾸란의 진정한 성격은 〈인민에 의한 정치 공동체〉라는 뜻을 가진 자마히리야(جماهيرية) 정치에 있다고 하였다. 즉, 인민이 직접적으로 의사를 표함으로써 정치 향방에 참여하는, 아래로부터의 ‘직접적 의견 통합’에 기초한 직접민주주의가 꾸란에서 형상하는 최상의 정치 구조라는 것이다. 그리고 그 최상의 정치 구조를 이끄는 힘은 〈인민 권력〉이라고 하는 인민의 직접적인 정치권 행사에 있다고 하였다.

#### 꾸란에 기초한 복지 정책
꾸란에 기초한 아랍 법철학의 형성은 유럽의 자연법 형성과 유사한 경로를 거쳤지만, 그 내용은 상당히 달랐다. 주로 재산권과 이러한 관계를 규정한 민법을 자연법의 현상적 발로인 헌법에서 직접적으로 이어지는 법 체계라고 본 서구의 자연법 체계와 달리, 아랍 사회주의의 꾸란 법체계는 인민의 생활 안정, 복지, 정신 안정을 제공하는 복지법을 헌법에서 직접적으로 이어지는 법 체계라고 규정했다.
이러한 흐름은 아랍 세계의 민법 형성에도 영향을 주었다. 개개인의 재산권을 보호하고, 경제 활동에서 정의를 실현하려고 했던 서구 민법 체계와 달리, 아랍 세계의 민법은 재산권을 포함하여, 개개인의 함구적인 자유, 생존권, 더 나아가서 전체 인민의 생활 수준 향상과 연결된 구성을 따랐다. 이에 따라 아랍 사회주의의 꾸란법 체계는 토지 개혁, 복지 서비스의 무상화, 노동 착취 엄금, 광범한 이익 공유, 국가의 경제 투자를 옹호하는 법 원리를 파생하였다.
정치가이지만, 동시에 사상가이기도 했던 무아마르 카다피는 자신의 저서 《녹색서》를 통해 꾸란을 현대 사회주의 정치 체제에 적용하였다. 그는 재산권을 제일 원리로 규정한 서구의 법 체계, 그리고 민주주의가 진정한 민주주의가 아니라고 분석했고, 자본주의가 꾸란의 절대법을 거스르는 원리라고 주장했다.

### 세속주의
이슬람교는 사제가 없다는 점에서 아랍 사회주의의 세속주의는 서구의 전통적인 관점에서 바라보는 세속주의의 내용과 부분적인 차이점을 갖고 있다. 일반적으로, 아랍 사회에서 세속주의는 이전 이슬람 사회에서 강력한 영향력을 행사한 이슬람법 연구가, 이슬람 지도자의 비정규적인 정치 관여를 금지하고 이들의 정치적 특권을 모두 박탈한다는 노선을 의미한다.
따라서, 아랍 사회주의가 신의 존재를 인정하고 꾸란에 기초한 정치 원리를 주장한다고 하더라도, 아랍 사회주의 정치는 세속 민간에 의해 이루어지고, 예외가 없이 이슬람 지도자 및 귀족의 정치적 특권을 배제·박탈했기에 세속주의를 핵심 원리로 갖고 있다고 할 수 있다.

### 근대화의 급진적 추진
아랍 사회주의는 아랍을 서구 경제에 대항할 수 있는 경제권으로 만드는 데에 주력했고 그 일차적 목표로 기반 시설, 교육, 생활 양식의 근대화를 핵심으로 삼았다. 이에 따라 아랍 사회주의 정부는 사회 기반 시설 확충, 사회 서비스 인프라 구축, 서구식 행정제도를 모방하여 국내에 적극적으로 도입하였다. 이러한 정책은 냉전 시기 범아랍주의 진영에 속한 나라가 이전의 전근대적 이슬람 사회의 낙후성을 극복할 수 있었다고 평가받는다.

### 산업의 국유화와 국가 주도 경제 개발
아랍 사회주의는 제국주의의 경제 침략에 대응하고, 자국의 산업을 보호하기 위해 산업 자본을 국영으로 하여 운용하는 것을 선호하였다. 그리고 경제 개발은 민간 자본이 아닌, 국가의 투자 정책을 통해 이루어야 함을 강조하였다. 그 결과 이집트는 1950년대 후반부터 토지, 기업이 국유화되었고, 이후 일어난 아랍 사회주의 정부도 이러한 수순을 밟게 됐다.
1960년대에 이르러서 소비에트 연방의 기술 지원과 그로 인한 기술 관료제의 발달로 인해 전형적인 국가 주도 경제 노선이 확립됐다. 그러나, 정부 계획은 어디까지나 정부 주도의 투자로 이루어졌을 뿐, 소비에트식 계획 기구를 설립하지는 않았으며, 정부 직접적 개입과 주기성을 갖는 계획 경제라기보다는 통제 경제에 가까운 정책을 선호하였다.
생산 계획, 관리 차원에서 이윤 생산의 폐지라는 목적이 존재하지 않았으며, 주요 자본주의 국가와 유사하게 이윤 생산 체계를 받아들였다. 사유 재산제의 폐지를 목적으로 하지 않았다는 점에서 아랍 사회주의는 공산주의라고 할 수 없다.
종합적인 테두리에서 아랍 사회주의 경제 관리 방식은 제3세계 개발 독재 유형 중에서도 사회주의적 요소가 강했다고 볼 수 있으나, 엄밀히 말하여 사회주의 경제라고 규정하기 어려웠다.

### 여성 권리 신장과 여성에 대한 관점
바트당 계열의 아랍 사회주의는 종교적 교리에서 분리되는 세속주의를 강조함으로써 여성의 교육권, 노동권, 재산권, 참정권 등을 보장하였다. 비록 일부다처제의 폐지로까지 이어지지는 못했지만, 이러한 개혁은 동시대 북아프리카와 아랍 사회에서 상당히 두드러진 성과였다. 그 예로 이라크의 사담 후세인 재임 기간에는 종교적 이유로 차별받아 교육수준이 낮던 여성을 중점으로 교육해 문맹률을 한자릿수로 낮추고 학력 수준을 높였다. 그 외 여러 중동의 아랍 사회주의 국가는 양성평등을 정치적 슬로건으로 두었다.
이들은 여성이 사회의 반을 차지하기 때문에, 그들도 생산성을 발휘할 수 있는 사회를 건설해야 한다고 주장했다. 그러기 때문에 여성의 사회적 활동에 제약을 걸었던 여러 이슬람 근본주의 세력과는 차별화되기도 했다. 또한, 아랍 사회주의는 이러한 근본주의 세력은 여성을 종교적인 이유로 사회적 활동을 방해하기 때문에 근본주의 세력이 정권을 잡은 사회는 경제, 사회적으로 낙후될 수밖에 없다고 주장했다.
이와 더불어, 아랍 사회주의는 양성의 성격에 관해 꾸란이 규정할 수 있다고 하였다. 여성에겐 모성애, 자비로움, 평화가 있으며, 여성 권리 신장은 여성이 갖는 이러한 성격이 이미 사회에 선한 영향력을 발휘하고 있다는 전제에 따라 정당한 것으로 될 수 있다고 하였다. 이러한 점에서 아랍 사회주의의 여성관은 여성 권리 신장을 긍정하면서도, 남성과 여성의 성격 차이와 그 본질적 기능을 명확히 나누는 상호보완론적 사상이라 할 수 있다.

## 사회주의 지향성 국가
소비에트 연방은 아랍 사회주의 국가를 사회주의 지향성 국가(Страны социалистической ориентации)라는 용어로 정의했다. 이어서, 아랍 사회주의 사상은 본질적 의미에서 사회주의라기보단, 아랍이라는 특수한 지정학적 성격에 따른 새로운 형태의 민주주의 혁명 노선이라고 정의했다. 사회주의 지향성 국가는 이전 사회의 봉건적 생산·소유 관계를 철폐하면서, 동시에 사회주의 변혁을 예비하는 단계에 선 민주주의 국가란 뜻으로, 냉전 시기 소비에트 연방과 교류하고, 반서구를 고수하던 독재 국가에게 주어진 명칭이었다.

## 이슬람 원리주의와의 관계
세속주의를 부정하는 이슬람 원리주의 조직은 아랍 사회주의를 기본적으로 적대한다. 마찬가지로, 아랍 사회주의 정부는 정권을 유지하는 내내 이슬람 원리주의자를 탄압하였다.
그 역사적 사건으로는 1952년 이집트 혁명에서 유래한다. 혁명을 주도한 군부 지도자인 가말 압델 나세르는 혁명기 내내 무슬림 형제단의 암살 위협에 시달려야 했다. 그는 혁명기에 무슬림 형제단의 과격파를 숙청하고, 형제단 내에서 온건파를 흡수했다.
이라크의 지도자였던 사담 후세인은 국내적으로 알카에다 이라크 지부를 탄압했다.
시리아 내전에서 자유시리아군의 일부를 이루는 몇몇 이슬람 원리주의 세력과 동남부 지역의 IS가 시리아 정부에 대항했다. 한편, 시리아 정부는 원리주의의 표출을 금하고 있으며, IS 조직을 일망타진하기 위한 여러 군사 작전을 실시하고 있다. 이와 동시에, 시리아 정부는 헤즈볼라와 같은 시아파 무장 단체를 지원한다. 이러한 경향은 소비에트 연방 붕괴 이후 서구 세력의 견제가 매우 어려워지면서, 진영 구성의 판도가 바뀐 것과 관련된다.

## 인물

### 바트주의파
미셸 알플라크 주도로 성립된 아랍 사회주의의 종파이며, 바트당이 이 이념을 따르기 때문에 바트주의라고도 한다. 바트주의는 세속주의를 강하게 고수하고 있고, 사회주의 제도 성립에서 이슬람 경전인 꾸란의 영향력을 나세르주의파에 비해 가볍게 여긴다. 바트주의는 시리아 바트당 내에서 사회주의적 변혁을 중시하는 급진파와 아랍 민족의 가치를 중시하며, 사회주의적 변혁에는 부정적인 온건파 사이의 사상 투쟁 노선으로 인해 발전하였기에, 사회주의 정책에 관해서는 온건적인 축에 속한다.
- 자키 알아르수지
- 미셸 알플라크
- 살라흐 알딘 알비타르
- 타릭 아지즈
- 사담 후세인
- 하페즈 알아사드
- 바샤르 알아사드
- 아메드 벤 벨라
- 후아리 부메디엔
- 메디 방바카
- 야세르 아라파트
- 조지 하바시
- 카말 줌블라트
- 왈리드 줌블라트
- 아크람 알푸라니

### 나세르주의파
가말 압델 나세르는 1952년 이집트 쿠데타를 일으키면서 나세르주의라는 사회주의적 사상을 이론적으로 구상했다. 나세르주의파는 이슬람주의 세력과 친밀 관계를 가지고 그들과 밀접한 관계에서 활동을 한다. 이들은 사회주의 제도 성립에서 꾸란의 권위를 중시하고, 그에 따른 사회주의 변혁을 일관되게 추진한다. 그러나, 바트주의에 비해 세속주의 성향이 덜하다.
- 가말 압델 나세르
- 무아마르 카다피

## 비판
아랍 사회주의는 계급 투쟁에 관한 모호한 관점, 운동 주력의 계급적 지반의 불투명함, 제국주의 세력에 쉽게 굴복함, 신흥 부르주아 관료주의 등의 이유로 인해 마르크스주의자로부터 거짓된 사회주의라는 비판을 받았다.
서구 사회는 아랍 사회주의가 제3세계의 일반적인 독재 이론에 지나지 않으며, 이 이념에 근거한 정부가 개인의 자유와 인권을 짓밟았다고 비판한다. 이는 현재 미국, 영국, 프랑스 등의 선진 서구 국가들이 아랍 사회주의 정부를 공격하고, 경제 제재를 단행하는 형식적 명분으로 된다.
이슬람 원리주의자들은 아랍 사회주의가 타락한 서구의 사상을 바탕으로 한 무신론에 불과하다고 보고 있으며, 이들이 소비에트 연방의 앞잡이가 되어 이슬람 전통을 파괴했다고 비판했다.

## 관련 서적
- Pratt, N 저 《Democracy& Authoritarianism in the Arab World》(2007년)
- Al-Ali. N. S. 저 《Iraqi Women》(2007년)
- 세미 한나 저 《Arab socialism: a documentary survey》(1969년)
- 막심 로댕송 저 《Marxism and the Muslim world》(1979년)

## 같이 보기
- 아프리카 사회주의
- 멜라네시아 사회주의
- 중국 특색 사회주의
- 아랍 민족주의
- 바트주의
- 이슬람 사회주의
- 나세르주의
- 카다피주의
- 범아랍주의
- 제3국제이론
- 티토주의